# Pascal Mérigeau
 (janvier 2024).
Pascal Mérigeau, né le 30 janvier 1953 à Périgné dans les Deux-Sèvres, est un journaliste et critique de cinéma français.

## Biographie
Après des études de lettres à Poitiers, il s'installe à Paris en 1976 et devient journaliste. Il travaille pour des revues de cinéma, puis pour  Les Nouvelles littéraires, Le Point et Le Monde, avant de collaborer au  Nouvel Observateur à partir de septembre 1997.
Il participe à la sélection des films pour le Festival de Cannes, remplacé actuellement par Éric Libiot.

## Publications et collaborations

### Romans
- Escaliers dérobés, Denoël, 1994
- Max Lang n'est plus ici, Denoël, 1999

### Sur le cinéma
- Faye Dunaway, PAC, 1978
- Annie Girardot, PAC, 1978
- Josef Von Sternberg, Edilig, 1983
- Série B (avec Stéphane Bourgoin), Edilig, 1983
- Gene Tierney, Edilig, 1987
- Mankiewicz, Denoël, 1993
- L'aventure vraie de Canal +, avec Jacques Buob, 2001
- Maurice Pialat. L'Imprécateur, Grasset, 2003
- Pialat, la rage au cœur, Ramsay, 2007
- Cinéma : autopsie d'un meurtre, Flammarion, 2007
- Depardieu, Flammarion, 2008
- Jean Renoir, Flammarion, 2012

### Nouvelle
- Quand Angèle fut seule, 1983, publiée dans la revue Polar.

## Récompenses
- Prix du meilleur livre de cinéma, décerné en 1995 pour Mankiewicz.
- Prix Raymond-Chirat (remis dans le cadre du Festival Lumière 2010) .
- Prix du meilleur livre français sur le cinéma et prix Goncourt de la biographie 2013 pour Jean Renoir.